# Dumitrița
Dumitrița (deutsch Waltersdorf, siebenbürgisch-sächsisch Wooderschtref, ungarisch Kisdemeter) ist eine Gemeinde im sog. Nösnerland in Nordsiebenbürgen im Kreis Bistrița-Năsăud in Rumänien. Sie liegt etwa 14 km südöstlich der Kreishauptstadt Bistrița (Bistritz).

## Geschichte
Über die Gründung von Waltersdorf gibt es keine schriftlichen Quellen. Sie dürfte zwischen 1150 und 1190 erfolgt sein. Erstmals wurde Waltersdorf im Jahre 1335 durch den Namen des Ortspfarrers in einer Steuerliste erwähnt, die in den päpstlichen Archiven aufbewahrt wird. Die Besiedelung erfolgte auf Veranlassung des ungarischen Königs Géza II., der deutsche Siedler (Siebenbürger Sachsen) zur Rodung der Wälder und Urbarmachung der Ländereien nach Siebenbürgen rief.
Noch Mitte des 19. Jahrhunderts bezeichneten sich ca. 70 % der Einwohner als deutsche Muttersprachler. Bis 1930 reduzierte sich dieser Anteil auf ca. 51 % bei 783 Einwohnern. Weiterhin bestand die Bevölkerung 1930 zu ca. 27 % aus Personen mit rumänischer und zu ca. 19 % mit jiddischer Muttersprache. Auch die absolute Zahl der Siebenbürger Sachsen nahm in dieser Zeit ab (1850: 505, 1930: 389), die der anderen Nationalitäten zu (von 151 auf 394).
Eine ähnliche Entwicklung ist bei der Betrachtung der Religionszugehörigkeit erkennbar. Um 1850 waren ca. 87 % Mitglieder der Lutherischen Kirche (561 von 656). 1939 lag deren Anteil noch bei ca. 65 % (504 Personen von 783), die Mitglieder der griechisch-katholischen Kirche machten ca. 30 % aus (232) und die Mitglieder der jüdischen Gemeinde unter 3 % (19).
Im September 1944 flüchteten die deutschen Bewohner nahezu vollzählig vor der herannahenden Front und es blieben nur noch einzelne Alte und Gebrechliche zurück.

## Bilder

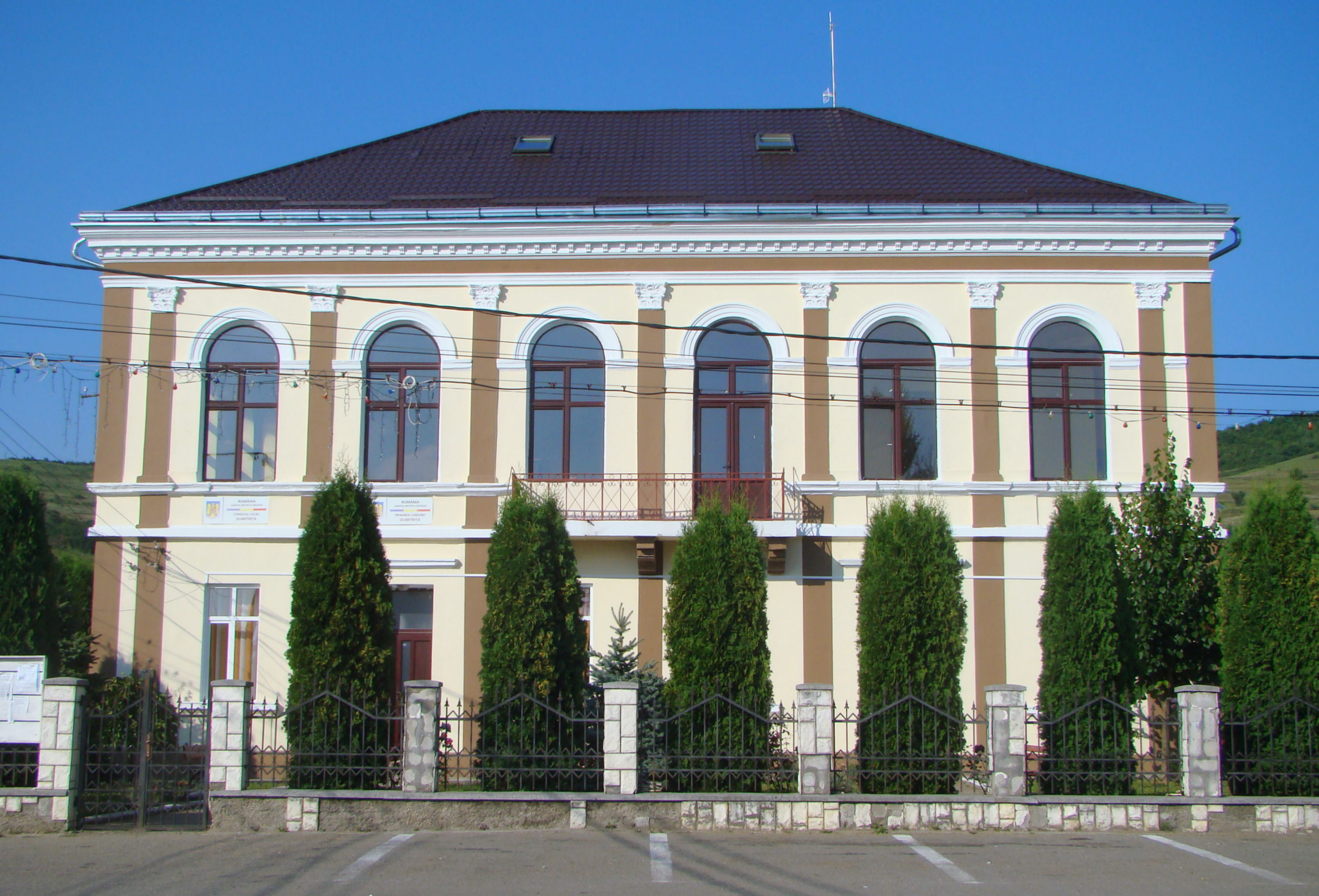
Rathaus der Gemeinde
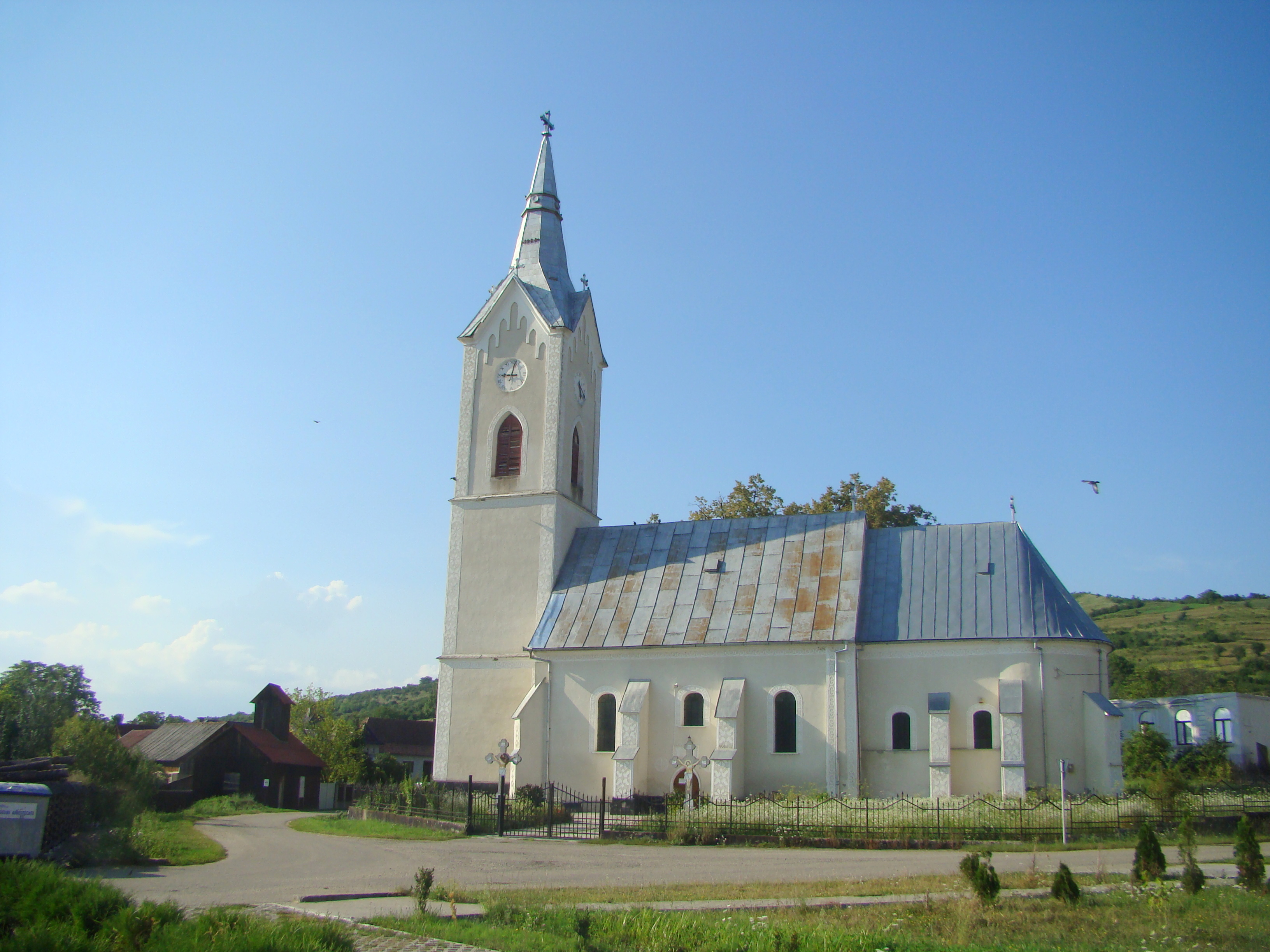
Kirche in Dumitrița
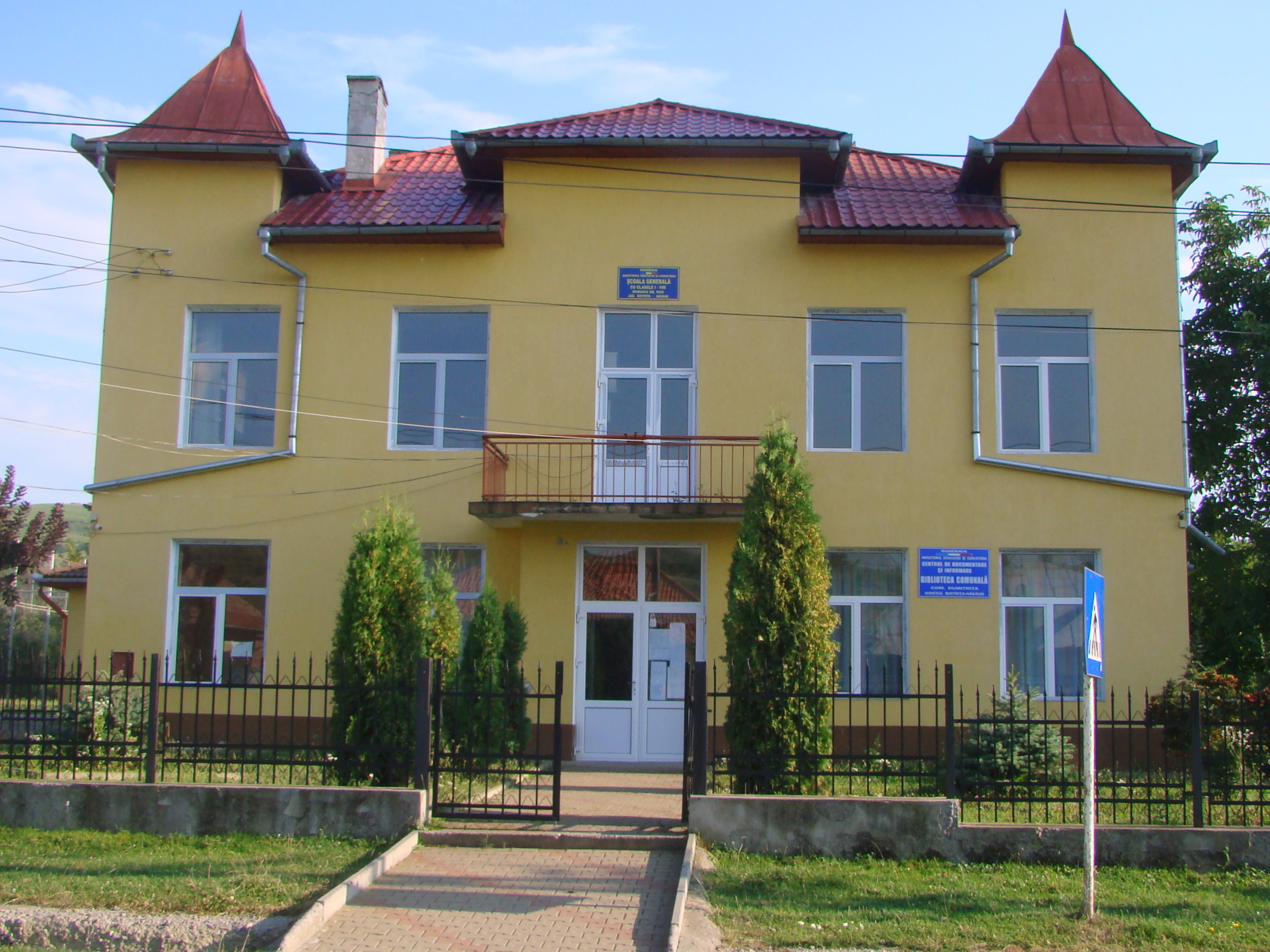
Schule in Budacu de Sus